# William Webb Follett
William Webb Follett (2 décembre 1796 - 28 juin 1845) est un avocat et homme politique anglais qui est député d'Exeter (1835-1845). Il est solliciteur général à deux reprises, en 1834-1837 et 1841, et procureur général en 1844. Il est anobli en 1835. Il aurait été le "plus grand avocat du siècle".

## Biographie

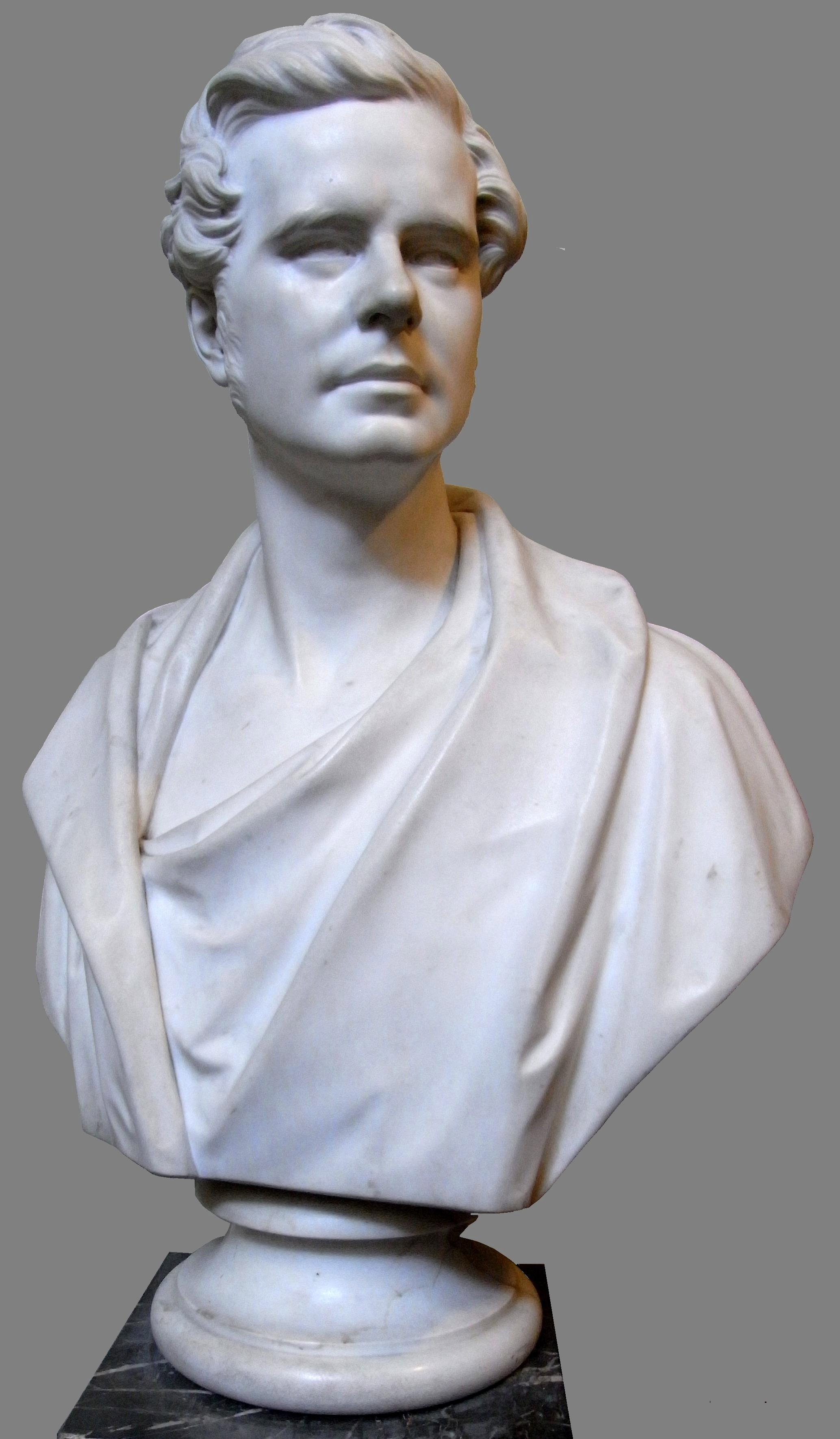
Sir William Webb-Follett. Buste en marbre sculpté par Edward Bowring Stephens, présenté en 1842 à la Devon & Exeter Institution, Exeter

Il est né à Topsham, dans le Devon, fils aîné (de dix enfants) du capitaine Benjamin Follett, du 13e régiment d'infanterie, qui prend sa retraite de l'armée en 1790 et se lance dans le commerce du bois et son épouse, Ann Webb, fille de John Webb, de Kinsale, en Irlande . Son frère cadet Brent Spencer Follett (1810-1887), est député.
Il fait ses études au lycée d'Exeter et au Trinity College de Cambridge, où il obtient son diplôme en 1818. Il entre à l'Inner Temple en 1816 et commence à exercer la profession de plaideur, en dessous du barreau en 1821. Il est admis au barreau en 1824 et rejoint le circuit occidental en 1825. En 1835, il est élu au parlement pour Exeter. Au parlement, il se distingue rapidement et, sous le premier gouvernement de Robert Peel, il est nommé en novembre 1834 au poste de solliciteur général. Il démissionne du ministère en avril 1835. Au cours de cette année, il est fait chevalier. Au retour de Peel au pouvoir en 1841, Follett est de nouveau nommé solliciteur général. En avril 1844, il succède à sir Frederick Pollock au poste de procureur général.

## Mariage et décès
En 1830, Follett épouse la fille aînée d'Ambrose Hardinge Giffard (1771-1827), juge en chef du Ceylan britannique.
Son état de santé commence à se détériorer en 1838 et il est définitivement atteint par une grave maladie en 1841. En 1845, son état de santé s'effondre et il est obligé de renoncer à la pratique légale et de se rendre dans le sud de l'Europe pour se rétablir. Il rentre en Angleterre en mars 1845, mais la tuberculose, qui est diagnostiquée, s'aggrave et il meurt à Londres le 28 juin 1845. Il est enterré à l'Église du Temple (Londres).
Une statue de Follett exécutée par William Behnes est érigée à l'abbaye de Westminster. Son buste en marbre signé Edward Bowring Stephens existe dans les établissements Devon et Exeter, à Exeter.